# Gewöhnliche Goldnessel
Die Gewöhnliche Goldnessel (Lamium galeobdolon (L.) L., Syn.: Galeobdolon luteum Huds.), auch Gold-Taubnessel genannt, ist eine Pflanzenart aus der Gattung der Taubnesseln (Lamium) innerhalb der Familie der Lippenblütengewächse (Lamiaceae). Sie ist im gemäßigten Eurasien weitverbreitet.

## Beschreibung

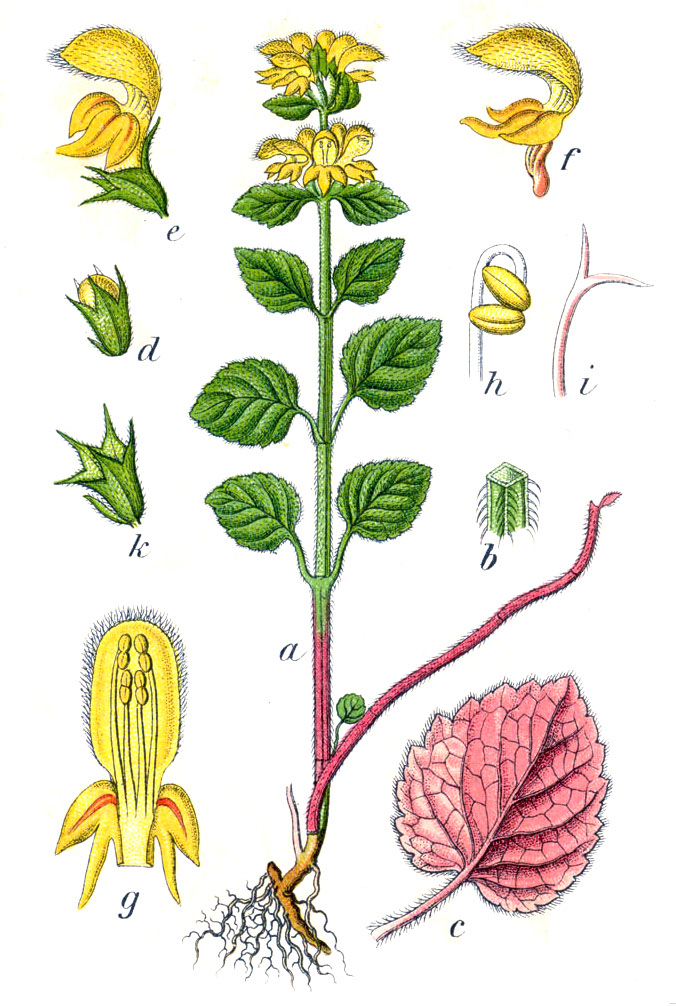
Illustration

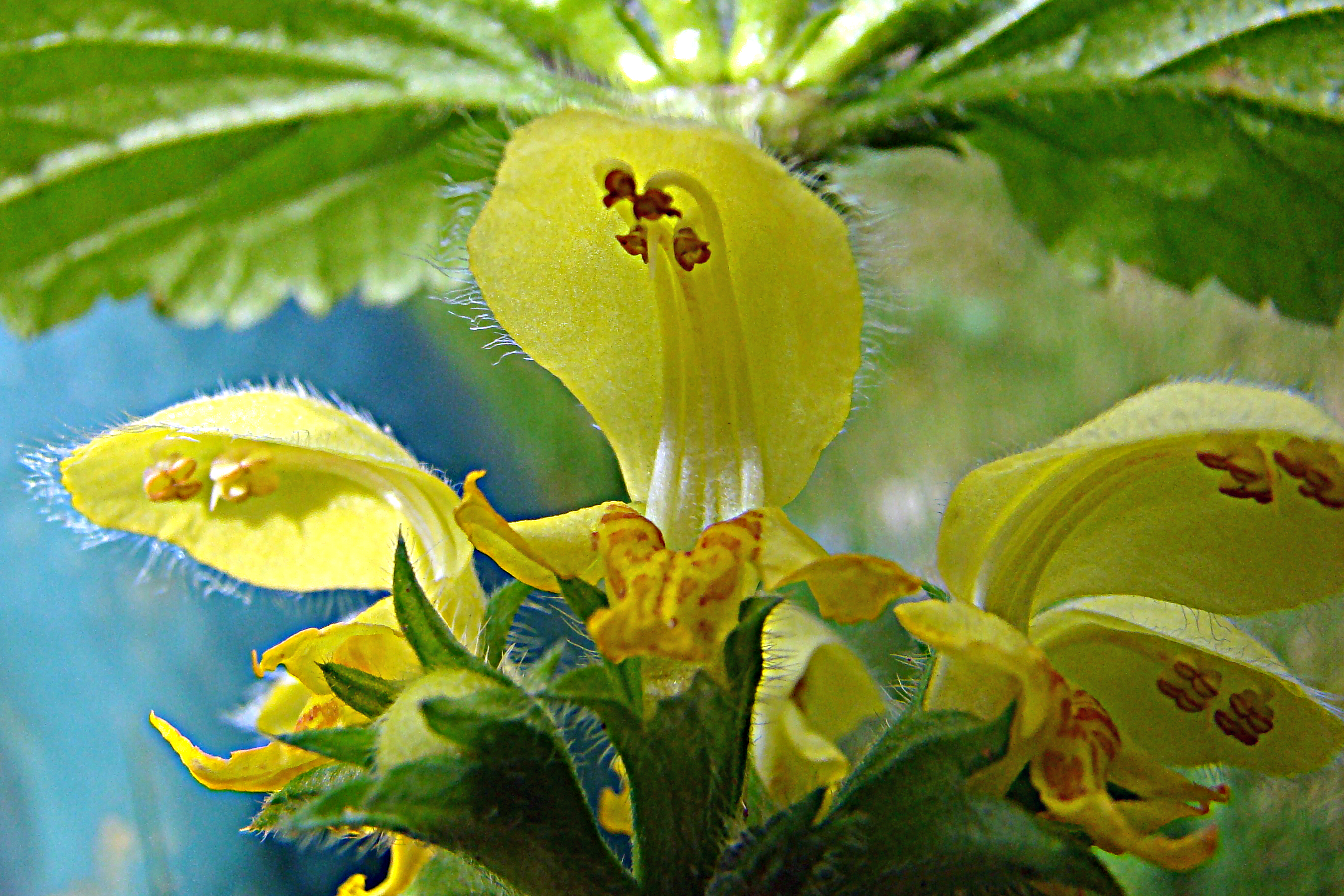
Gewöhnliche Goldnessel (Lamium galeobdolon): Zygomorphe Blüte, mit grünem Kelch, gelber, behaarter Krone und vier Staubblättern

### Vegetative Merkmale
Die Gewöhnliche Goldnessel ist eine ausdauernde krautige Pflanze, die Wuchshöhen von 15 bis 45 Zentimetern erreicht. Durch bis 100 Zentimeter weit kriechende Ausläufer bildet sie oft ausgedehnte Bestände. Der vierkantige Stängel ist behaart. Der vierkantige Stängel der Ausläufertriebe ist bei der Unterart Lamium galeobdolon subsp. galeobdolon an seiner Basis hauptsächlich auf den Kanten behaart. Dies ist eines der wichtigsten Merkmale zur Unterscheidung dieser Unterart von den anderen Unterarten.
Die kreuzgegenständig am Stängel angeordneten Laubblätter sind in Blattstiel und Blattspreite gegliedert. Die einfache Blattspreite ist schwach herzförmig bis abgerundet, breit-eiförmig bis lanzettlich und am Rand nesselartig gekerbt oder grob unregelmäßig gesägt. Auf der Blattoberseite befindet sich häufig ein weißliches oder silbernes Ornament (nicht bei der reinen Art, es handelt sich dabei um eine verwilderte Ausleseform). Diese Fleckung kommt zustande, wenn sich die Blattoberhaut vom Blattgewebe abhebt; es entsteht eine Luftschicht, an der das Licht total reflektiert wird.

### Generative Merkmale
Die Blütezeit reicht von April bis Juli. Meist vier bis acht (zwei bis neun) Blüten sind in zwei bis fünf Scheinquirlen angeordnet. Die oberen Tragblätter sind rundlich bis grob eiförmig und stumpf gezähnt.
Die zwittrigen Blüten sind zygomorph und fünfzählig mit doppelter Blütenhülle. Die fünf Kelchblätter sind glockig röhrig verwachsen. Die Blütenkrone ist goldgelb. Die Kronröhre ist 7 bis 8 Millimeter lang, am Grund ringförmig verengt und besitzt innen schiefen Haarring. Die nur 5,5 bis 8,5 Millimeter breite Oberlippe besitzt 0,7 bis 1,3 Millimeter lange Wimpern., ist gewölbt und ganzrandig. Die Unterlippe besitzt zwei kurze gezähnelte Seitenlappen und einen großen, herabgeschlagenen ungeteilten und mit rötlichem Saftmal versehenen Mittellappen. Die Staubbeutel sind kahl, sie überragen den Griffel.
Der  Kelch ist bis zur Fruchtzeit erhalten und dann höchstens bis zu 12, selten bis zu 12,5 Millimeter lang. Die Klausen sind 3 Millimeter lang, schwarz und haben ein helles Elaiosom.

## Unterscheidung zu ähnlichen Arten
Die Goldnessel-Arten unterscheiden sich in einigen Merkmalen von den anderen Taubnessel-Arten: Die Blütenkronen sind goldgelb bis blassgelb und meist mit einer orangen Zeichnung auf der Unterlippe und nicht wie bei den anderen Arten weißlich, rötlich oder purpurfarben. Während die anderen Taubnessel-Arten eine ungeteilte Unterlippe mit höchstens zwei fadenförmigen Zähnchen an den beiden Seiten haben, sind diese Zähnchen bei der Goldnessel deutlich dreieckig, wodurch die Unterlippe dreilappig ist. Aufgrund dieser abweichenden Merkmale wurde die Goldnessel auch oft in eine monotypische Gattung Galeobdolon mit der einzigen Art Galeobdolon luteum gestellt.

## Vorkommen
Die Gewöhnliche Goldnessel ist im gemäßigten Eurasien weit verbreitet. Ihr ursprüngliches Verbreitungsgebiet reicht von Europa bis zum Iran. Sie ist in Nordamerika und Neuseeland ein Neophyt.
Die Gewöhnliche Goldnessel gedeiht in Mitteleuropa meist auf frischen, nährstoffreichen, basenreichen, neutralen bis mäßig sauren (pH-Wert 6–7), humosen, lockeren Lehmböden. Sie wächst deshalb oft in lichten Wäldern, an Waldrändern oder in Staudengebüschen. Durch ihre Fähigkeit, Ausläufer zu bilden, bildet sie dort oft ausgedehnte Bestände. Sie ist in Mitteleuropa eine Charakterart der Ordnung Fagetalia und kommt selten auch in Pflanzengesellschaften des Verbands Adenostylion vor.

## Systematik
Die Erstveröffentlichung erfolgte 1753 unter dem Namen (Basionym) Galeopsis galeobdolon durch Carl von Linné in Species Plantarum, Band 2 S. 580. Linné veröffentlichte 1759 auch den akzeptierten Namen Lamium galeobdolon (L.) L. Weitere Synonyme für Lamium galeobdolon (L.) L. sind beispielsweise: Leonurus galeobdolon (L.) Scop., Pollichia galeobdolon (L.) Schrank, Galeobdolon galeobdolon (L.) H.Karst. nom. inval., Lamiastrum galeobdolon (L.) Ehrend. & Polatschek. Weitere Synonyme für Lamium galeobdolon Lamium galeobdolon (L.) Crantz sind beispielsweise: Leonurus galeobdolon (L.) Scop., Pollichia galeobdolon (L.) Schrank, Galeobdolon galeobdolon (L.) H. Karst., Lamiastrum galeobdolon (L.) Ehrend. & Polatschek.
Die Systematik dieser Verwandtschaftsgruppe wird kontrovers diskutiert. Sie werden je nach Autor in wechselnden Kombinationen als eigene Arten, Kleinarten oder Unterarten angesehen, oder überhaupt nicht abgetrennt (siehe beispielsweise Haeupler 2000 und Rosenbaumová 2004).

### Unterarten und ihre Verbreitung
Ein gängiges Konzept dieser Verwandtschaftsgruppe ist, dass es Unterarten von Lamium galeobdolon gibt:
- Silberblättrige Goldnessel (Lamium galeobdolon subsp. argentatum (Smejkal) J.Duvign., Syn.: Galeobdolon argentatum Smejkal, Lamiastrum argentatum (Smejkal) Soják, Lamiastrum galeobdolon subsp. argentatum (Smejkal) Stace, Lamium argentatum (Smejkal) Henker ex G.H.Loos): Sie kommt in Deutschland, Luxemburg, Belgien, Dänemark und der ehemaligen Tschechoslowakei vor.[4][6]
- Blassgelbe Goldnessel (Lamium galeobdolon subsp. flavidum (F.Herm.) Á.Löve & D.Löve (Syn.: Lamium flavidum F.Herm., Galeobdolon flavidum (F.Herm.) Holub, Lamiastrum flavidum (F.Herm.) Ehrend., Lamium pallidum F.Herm.))[4][6] Sie ist ohne Ausläufertriebe. Die Blütenstängel haben meist blühende Seitentriebe. Die Blütenkrone ist blassgelb und 15 bis 18 Millimeter lang. Sie gedeiht in Wäldern und Hochstaudenfluren. In Deutschland kommt sie nur in Bayern vor.[2] Die ökologischen Zeigerwerte nach Landolt & al. 2010 sind in der Schweiz für diese Unterart: Feuchtezahl F = 3+ (feucht), Lichtzahl L = 1 (sehr schattig), Reaktionszahl R = 3 (schwach sauer bis neutral), Temperaturzahl T = 3+ (unter-montan und ober-kollin), Nährstoffzahl N = 3 (mäßig nährstoffarm bis mäßig nährstoffreich), Kontinentalitätszahl K = 4 (subkontinental).[9]
- Gewöhnliche Goldnessel (Lamium galeobdolon (L.) L. subsp. galeobdolon (Syn.: Galeobdolon luteum Huds., Cardiaca sylvatica Lam., Pollichia vulgaris Pers., Galeobdolon vulgare (Pers.) Pers., Lamium vulgare (Pers.) Fritsch, Galeobdolon umbrosum Wibel, Lamium luteum Krock., Pollichia longicaulis Krock., Lamium cavernianum Losa, Galeopsis lutea Gilib. nom. inval.))[4][6] Die ökologischen Zeigerwerte nach Landolt et al. 2010 sind in der Schweiz für diese Unterart: Feuchtezahl F = 3 (mäßig feucht), Lichtzahl L = 1 (sehr schattig), Reaktionszahl R = 4 (neutral bis basisch), Temperaturzahl T = 3+ (unter-montan und ober-kollin), Nährstoffzahl N = 3 (mäßig nährstoffarm bis mäßig nährstoffreich), Kontinentalitätszahl K = 4 (subkontinental).[9]
- Berg-Goldnessel = Endtmanns Goldnessel (Lamium galeobdolon subsp. montanum (Pers.) Hayek (Syn.: Pollichia montana Pers., Lamium galeobdolon var. montanum (Pers.) Pers., Galeobdolon montanum (Pers.) Rchb., Lamium montanum (Pers.) Hoffm. ex Kabath, Galeobdolon luteum var. montanum (Pers.) Nyman, Lamiastrum montanum (Pers.) Ehrend., Galeobdolon luteum subsp. montanum (Pers.) R.R.Mill, Galeobdolon luteum var. florentinum Silva Tar., Lamium montanum var. florentinum (Silva Tar.) Buttler & Schippm., Lamium endtmannii G.H.Loos, Galeobdolon endtmannii (G.H.Loos) Holub))[4][6] Die ökologischen Zeigerwerte nach Landolt et al. 2010 sind in der Schweiz für diese Unterart: Feuchtezahl F = 3+ (feucht), Lichtzahl L = 1 (sehr schattig), Reaktionszahl R = 3 (schwach sauer bis neutral), Temperaturzahl T = 3 (montan), Nährstoffzahl N = 3 (mäßig nährstoffarm bis mäßig nährstoffreich), Kontinentalitätszahl K = 2 (subozeanisch).[9]

### Artengruppe Goldnessel
Nach einem Konzept dieser Verwandtschaftsgruppe handelt es sich um die Artengruppe Goldnessel (Lamium galeobdolon agg.), die sehr formenreich ist und je nach Autor in verschiedene (Klein-)Arten bzw. Unterarten unterteilt wird. Als Beispiele seien erwähnt:
- Die Berg-Goldnessel (Lamium montanum (Pers.) Hoffm. ex Kabath, Syn.: Lamium galeobdolon subsp. montanum (Pers.) Hayek), die sich durch einen meist ringsum dicht und abstehend behaarten Stängel, sowie im oberen Teil länglich-lanzettliche Blätter auszeichnet. Die sterilen Ausläufer sterben im Winter ab. Jeder Blütenquirl enthält fünf bis acht Blüten. Die Chromosomenzahl beträgt 2n = 36.[5] Sie kommt von Europa bis zum Iran vor. In den Allgäuer Alpen steigt sie am Grat zwischen Bärenkopf und Kleinem Widderstein in Vorarlberg bis zu einer Höhenlage von 2000 Metern auf.[11] Sie gedeiht besonders in Pflanzengesellschaften der Verbände Alno-Ulmion, Carpinion, Fagion, Adenostylion oder der Ordnung Prunetalia.[5]
- Die Gewöhnliche Goldnessel (Lamium galeobdolon (L.) L. s.str., Syn.: Lamium luteum Huds.), deren Stängel fast nur an den Kanten behaart ist und auch im oberen Teil meist breit-herzförmige Stängelblätter aufweist. Ihre Ausläufer sind ausdauernd. Die Chromosomenzahl beträgt 2n = 18.[5] Sie kommt von Europa bis zum Kaukasusraum vor.[4]
- Die Silberblättrige Goldnessel (Lamium argentatum (Smejkal) Henker ex G.H.Loos, Syn.: Lamium galeobdolon subsp. argentatum (Smejkal) J.Duvign.), bei der alle Blätter das ganze Jahr über silbrig gezeichnet sind, während bei der Gewöhnlichen Goldnessel die Laubblätter höchstens im Winter zum Teil nur schwach gezeichnet sind. Außerdem hat die Silberblättrige Taubnessel eine etwas längere Blütenoberlippe. Sie kommt in West- und Mitteleuropa vor.[4]
- Endtmanns Goldnessel (Lamium endtmannii G.H.Loos) ist wie die Berg-Goldnessel ringsum an den Stängeln behaart, an den Kanten allerdings stärker. Jeder Blütenquirl enthält 8 bis 14 Blüten. Endtmanns Goldnessel steht in ihrem Merkmalen zwischen der Berg-Goldnessel und der Gewöhnlichen Goldnessel.
- Die Blassgelbe Goldnessel (Lamium flavidum F.Herm., Syn.: Lamium galeobdolon subsp. flavidum (F.Herm.) Á.Löve & D.Löve) hat blassgelbe Blüten und einen stärker verzweigten Stängel, sterile Ausläufer fehlen ihr völlig. Die Chromosomenzahl beträgt 2n = 18.[5] Sie kommt in den Gebirgen Europas nämlich in der Schweiz, Deutschland, Frankreich, Österreich, Italien, im früheren Jugoslawien und vielleicht auch in Tschechien vor.[4] In den Allgäuer Alpen steigt sie im Tiroler Teil im hinteren Hornbachtal unterhalb der Pleiswand bis zu einer Höhenlage von 1450 Metern auf.[11] Sie gedeiht in Pflanzengesellschaften der Verbände Fagion, Alno-Ulmion, Adenostylion oder Petasition paradoxi.[5]

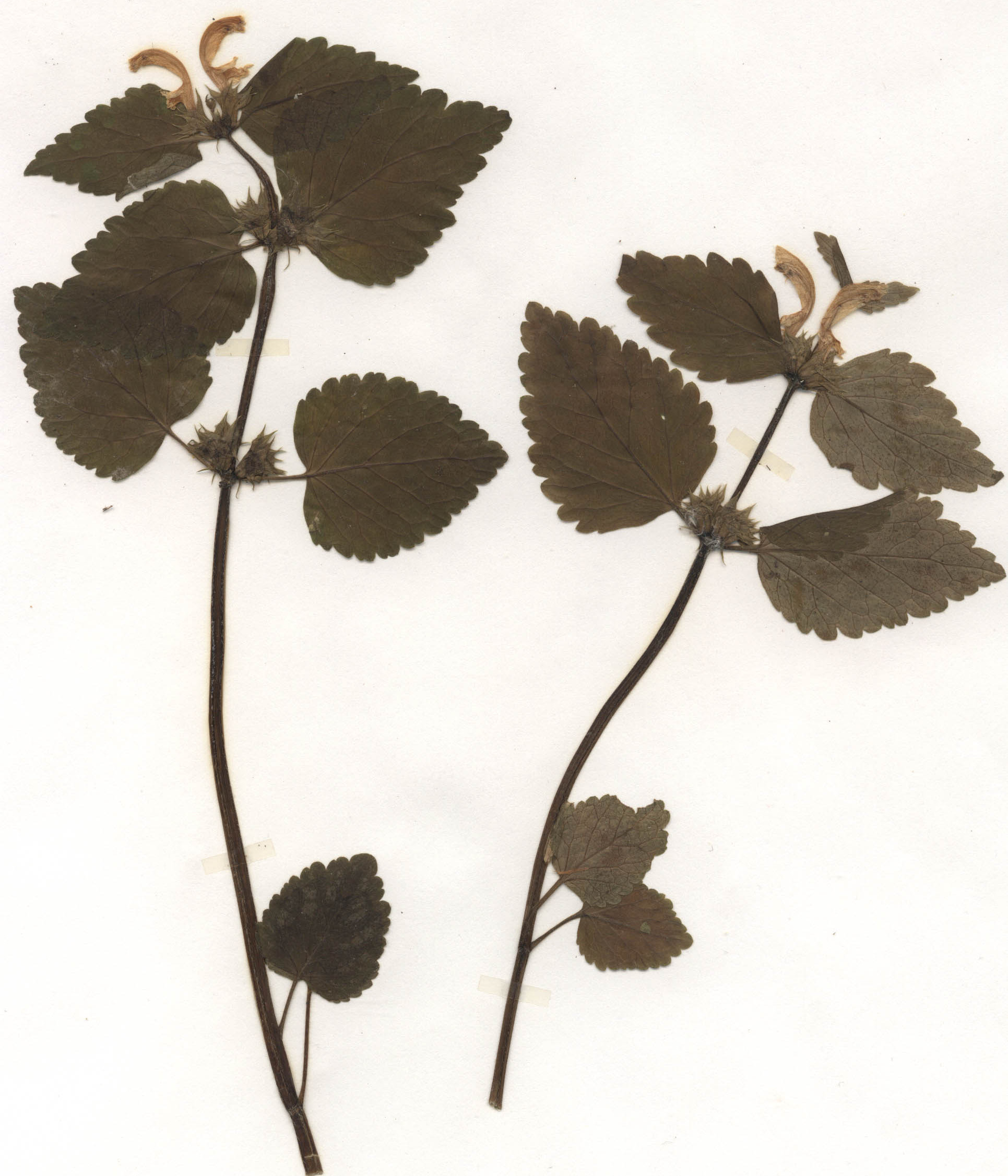
Gewöhnliche Goldnessel (Lamium galeobdolon s.str.) (Herbarbeleg)
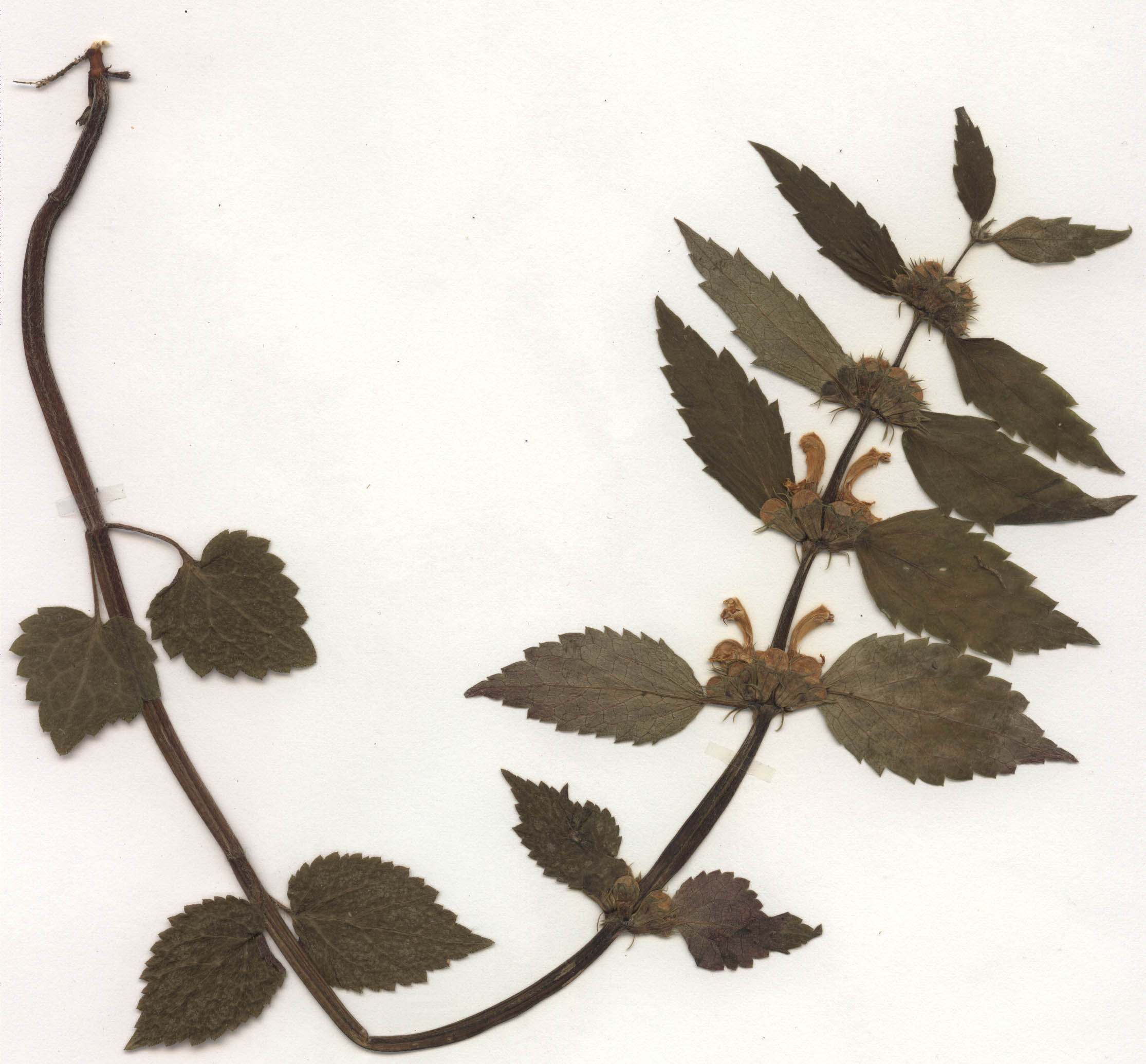
Berg-Goldnessel (Lamium montanum) (Herbarbeleg)
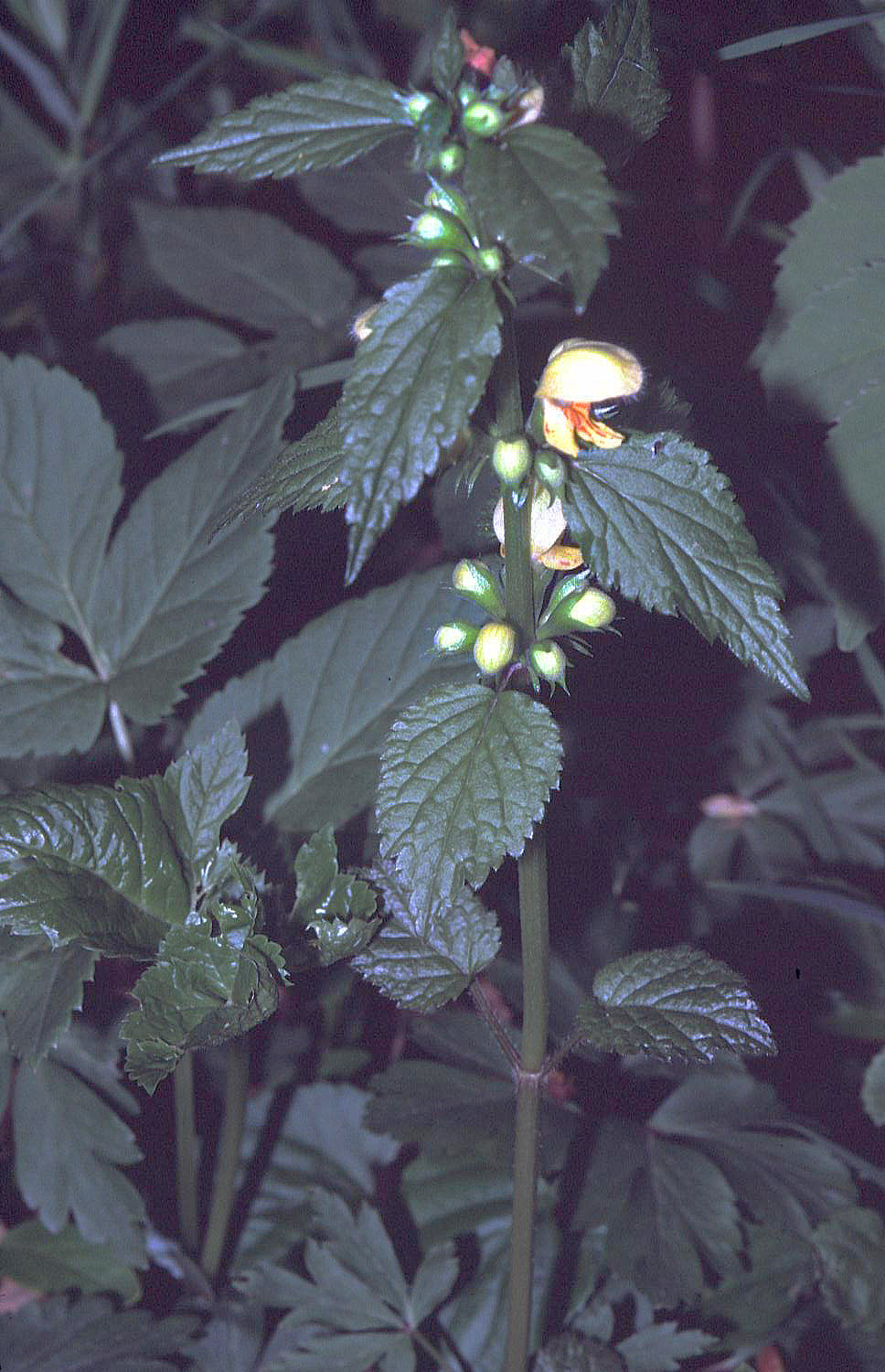
Berg-Goldnessel (Lamium montanum)
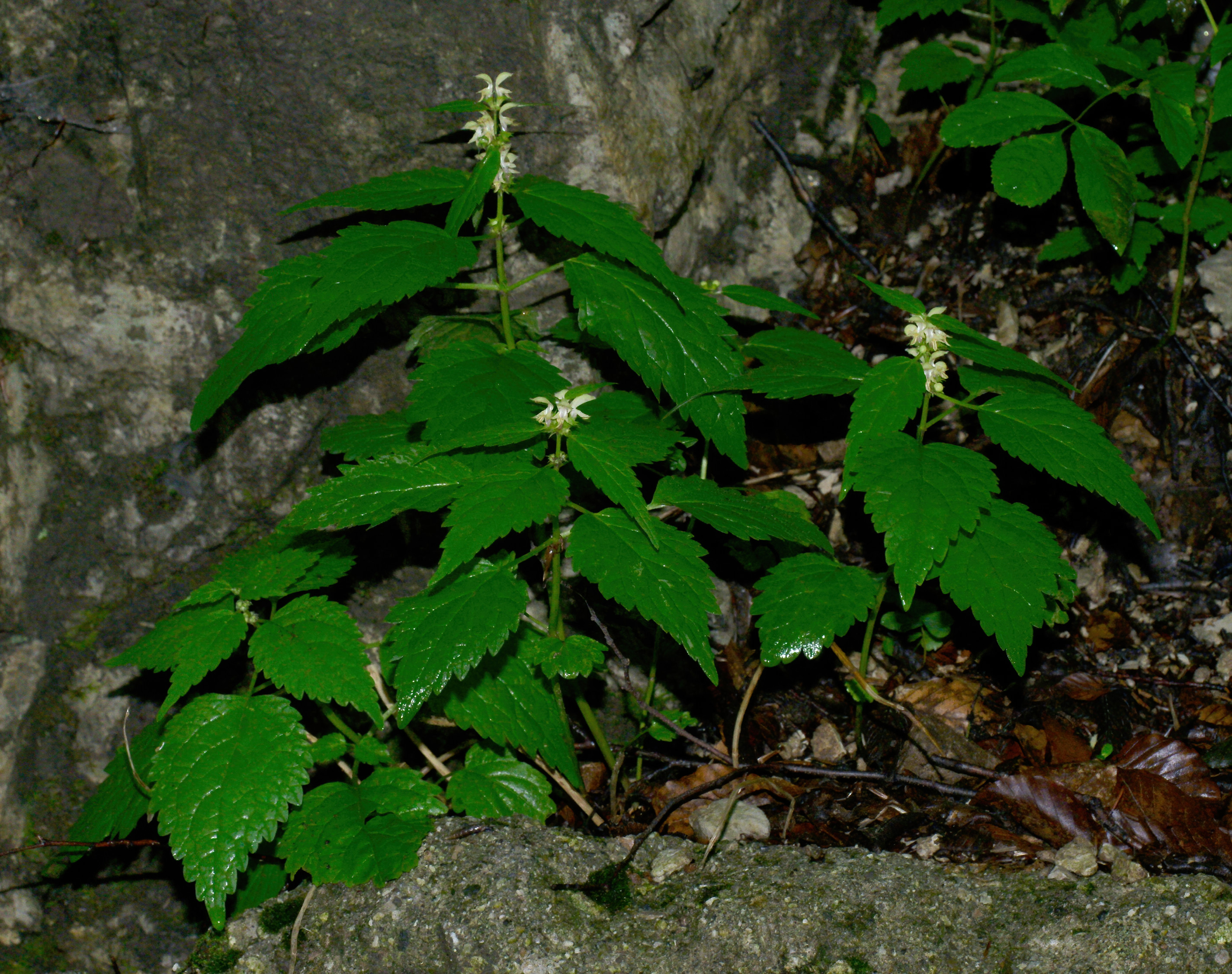
Blassgelbe Goldnessel (Lamium flavidum)
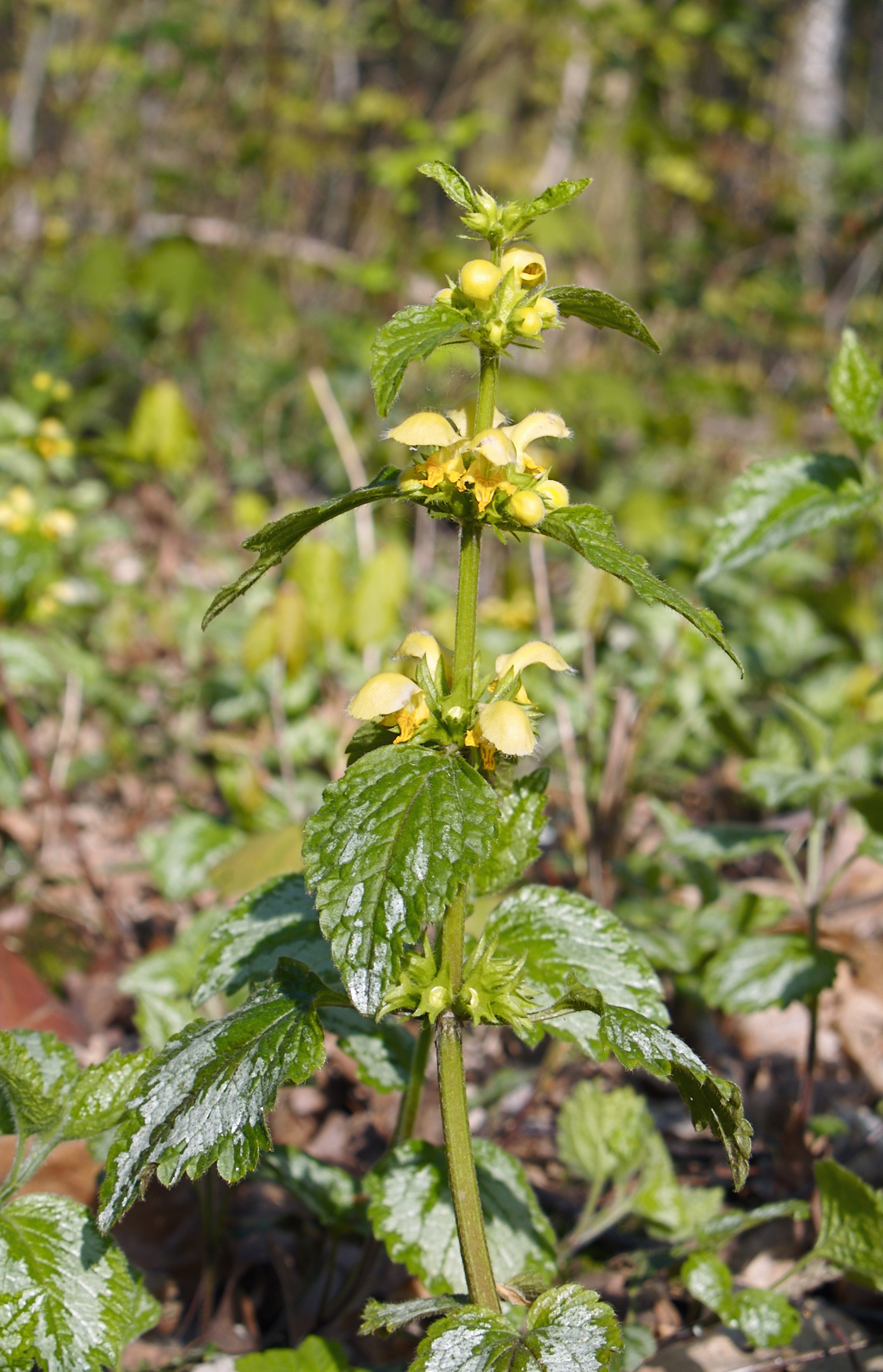
Silberblättrige Taubnessel (Lamium argentatum)

## Nutzung
Von der Goldnessel gibt es einige Sorten, die als bodendeckende Zierpflanzen verwendet werden, beispielsweise die Sorte ‘Florentinum’ mit ausgeprägten Ornamenten auf den Blättern.